# Ушаков, Александр Андреевич (биатлонист)
Алекса́ндр Андре́евич Ушако́в (18 июля 1948, Якшурский сельсовет, Удмуртская АССР — 13 августа 2024) — советский и российский биатлонист и тренер, трёхкратный чемпион мира, заслуженный мастер спорта СССР (1970). В качестве запасного входил в состав сборной на трёх Олимпийских играх (1972, 1976, 1980). Двукратный чемпион СССР (1980), пятикратный серебряный (1970, 1974, 1977, 1978, 1980) и двукратный бронзовый (1971, 1978) призёр чемпионатов СССР.
После окончания спортивной карьеры работал старшим преподавателем кафедры физвоспитания Ленинградской военно-космической Академии имени В. Можайского. Тренировал женскую команду Санкт-Петербурга по биатлону.
На пенсии поселился в деревне Городок Фировского района Тверской области.
Умер 14 августа 2024 года после болезни в возрасте 76 лет.

## Результаты

### Чемпионаты мира[6]
| Год  | Спринт 10 км | Индивид. гонка 20 км | Эстафета 4х7,5 км |
| ---- | ------------ | -------------------- | ----------------- |
| 1970 |              | 9                    | 1                 |
| 1971 |              | 9                    |                   |
| 1973 |              | 16                   |                   |
| 1974 | 14           |                      | 1                 |
| 1975 | 9            | 9                    | 2                 |
| 1976 | 18           |                      |                   |
| 1977 | 3            | 10                   | 1                 |
| 1978 | 18           | 20                   | 4                 |